# Hyposmocoma tenuipalpis
Hyposmocoma tenuipalpis là một loài bướm đêm thuộc họ Cosmopterigidae. Nó là loài đặc hữu của Molokai. Loài địa phương ở rừng ở Pelekunu.